# Национални парк Окому
Национални парк Окому, формално је национални парк који се налази у Нигерији и заузима површине Резервата природе Окому, у савезној држави Едо. Парк се налази 60 км северно од Бенина, а на његовом простору налазе се фрагменти богате шуме која је станиште за многе угрожене врсте и некада се простирала дуж читавог региона. Шума се смањивала због изградње насеља у њој, а данас је мања од једне трећине њене некадашње величине. Велики број корпорација послује у парку, нарочито због сече шуме, што представља додатну претњу парку.

## Историја
У парку се налазе остаци нигеријских равничарских шума, које су некада формирале појас дужине од 50—100 км, од реке Нигер на западу, све до Бенина. На југу и југоистоку шума је од обале била одвојена мангровеима и мочварним шумама, а на северу се спајала у екорегију гнинејских шума. До почетка 20. века, само мали део ове шуме остао је нетакнут, због илегалне сече, изградње насеља и формирања рудника. Током британске владавине на простору Нигерије, успостављен је низ шумских резерви, како би се сачувало и контролисало вађење вредних стабала афричке махагоније.
Пространство од 200 km², екосистема кишних шума, које су станиште за многе угрожене биљне и животињске врсте, проглашен је националним парком 1935. године, у оквиру Резервата природе Окому.
Након истраживања југозападних делова шума у Нигерији 1982. године, почео је да се улаже напор у очувању природних богаства.
Нигеријска фондација за очување природе помагала је фармерима у околним подручјима да пронађу алтернативна средста за живот, како би смањили лов, риболов и сечу шуме у оквиру националног парка Окому. Фондација је понудила околним мештанима земљишта и обећала помоћ у послу око пољопривреде, међутим то је привукло велики број миграната из сиромашних подручја, а самим тим се и национални парк нашао под великим притиском због лова и сече шума. Године 1997. утврђено је да је неколико запослених у Нигеријској фондацији за очување природе учествовало у сечи шуме, па је због тога у мају 1999. године надлежност над парком преузела Управа за националне паркове Нигерије.

## Животна средина
Источну границу парка чини река Ос, док река Окому формира западну границу. Просечне падавине у парку су између 1523 и 2540 мм годишње. Земиљиште парка је песковито, вегетацију обухватају конго—гвинејске ниске шуме, укључујући подручја мочварних, високих и секундарних шума, као и равничарских предела. Честе врсте дрвећа у парку укључују Ceiba pentandra, Celtis zenkeri, Triplochiton scleroxylon, Antiaris africana, Pycnanthus angolensis и врсту Alstonia congoensis. Парк је вероватно најбољи пример зреле секундарне шуме у југозападној Нигерији.
Парк је доступан туристима и има добро означене стазе. На дрвећу врсте Ceiba pentandra налазе се дрвене куће, одакле посетиоци могу посматрати птице. У околини парка постоје видиковци, одакле посетиоци могу посматрати мона заморце, који често бораве у овом окружењу. Водичи су на располагању туристима за шетње кроз шуму и информације везане за биљни и животињски свет Националног парка Окому.

## Фауна
Парк има разнолику фауну, са 33 пописане врсте сисара, укључујући афричког бивола и угрожену врста шумског слона. Слонови су ретки у парку, а званичници парка тврде да немају проблема са криволовом, иако су цене слоноваче изузетно високе у Нигерији.
На простору парка постоји популација рањивих Cercopithecus erythrogaster примата. Иако није спроведено темељно истраживање популације примата од 1982. године, пријављено је да су шимпанзе у региону биле присутне 2009. године. Процењено је да их је 2003. године на простору националног парка било између 25—50.
Остале животиње пописане у парку укључују врсте као што су западноафрички патуљасти крокодил, Potamochoerus porcus, Tragelaphus spekii, Phacochoerus, афричка дивља мачка, максвелов дујкер, Thryonomys swinderianus, мона заморац, Galagoides thomasi, белотрби љускавац, Triplochiton scleroxylon и многе друге.
На простору парка идентификовано је око 150 врста птица, укључујући врсте као што су лапонска сова, Lophoceros nasutus, чапља говедарица, Ceratogymna atrata, Ceratogymna elata, Rhaphidura sabini, Neafrapus cassini, Telacanthura melanopygia, Nigrita fusconotus, Nigrita bicolor, Nigrita luteifrons, Chrysococcyx flavigularis, Pitta angolensis, Haliaeetus vocifer, Psittacus erithacus, Rhabdotorrhinus corrugatus и многе друге.
Копнени мекушци су изузетно осетљиви, а њихова ниска разноликост у оквиру парка може указивати на проблеме животне средине. У шумским пределима парка пронађено је 46 врста у 11 породица мекушаца, укључујући Streptaxidae пужеве, који чине трећину свих мекушаца у оквиру парка. Број пронађених врста мекушаца је изузетно мали, много мањи од пронађених у Камеруну и Сабаху.
Простор парка насељава преко 700 врста лептира, који су изузетно интересантни туристима.

## Заштита парка
Посетиоци морају поштовати строге прописе како би избегли да угрозе станиште парка. Ипак парк је и даље угрожен због незаконитог сечења шуме, лова, експанзија плантажа гуме и палминог уља у близини, као и због стварања све већег броја пољопривредних земљишта у његовој околини. Године 2009. извршни директор невладине организације Лајф Тага, са седиштем у Лагосу, позвао је на хитну седницу Владе Едо, да би се спречило сечење шуме у Националном парку Окому, која угрожава ретке врсте биљака и животиња, као и због тога јер се смањује број туриста.
 Савезна влада склопила је договоре са страним инвеститорима како би се развио еко-туризам у националном парку и други заштићеним подручјима Нигерије.
У октобру 2010. године, представници руководства парка састали су се са лидерима из седам главних заједница, које се граниче са парком и основали Локални саветодавни комитет. Руководилац парка, Мухамед Иакубу Коло, рекао је да би комисија требало да обезбеди платформу за управљање парком и да локалне заједнице треба да раде заједно на питањима од обостраног интереса, како би се постигли циљеви парка.